# Abba-esque
Abba-esque («Абба-еск»)  — альбом гурту Erasure. Включає 4 пісні:
1. «Lay All Your Love on Me»
2. «SOS»
3. «Take a Chance on Me»
4. «Voulez-Vous»